# Contipus somaliensis
Contipus somaliensis är en skalbaggsart som beskrevs av Lewis 1910. Contipus somaliensis ingår i släktet Contipus och familjen stumpbaggar. Inga underarter finns listade i Catalogue of Life.